# Jakub Fiszer
Jakub Fiszer (również Jakob Fischer) (ur. 1899 w Warszawie, zm. ?) – polski aktor pochodzenia żydowskiego znany z ról w przedwojennych żydowskich filmach i sztukach teatralnych w języku jidysz.

## Życiorys
Urodził się w rodzinie ortodoksyjnych Żydów polskich; jego matka pochodziła z rodziny rabinackiej. W latach 20. i 30. XX wieku stał się w Polsce znanym aktorem teatralnym grającym w sztukach w języku jidysz. Okres II wojny światowej spędził w ZSRR; w latach 1939–1941 był jednym z czołowych aktorów Państwowego Teatru Żydowskiego we Lwowie. Od 1941 roku aktor Lwowskiego Teatru Żydowskiego z siedzibą we Frunze w Kirgistanie. W 1946 roku powrócił do Polski, gdzie grał w teatrze żydowskim w Warszawie; następnie wyjechał do Niemiec i założył tam Jidischer Folks Teater, w którym pracował jako reżyser i aktor. W 1948 roku zagrał w filmie Lang ist der Weg w reżyserii Herberta B. Fredersdorfa i Marka Goldsteina. W 1951 roku wyemigrował do Stanów Zjednoczonych. Występował na scenie do 1956 roku, po czym zrezygnował z kariery aktorskiej i zajął się działalnością handlową.

## Filmografia
- 1929: Szlakiem hańby
- 1937: Błazen purymowy
- 1948: Lang ist der Weg(inne języki)